# ダニエル・モジョン

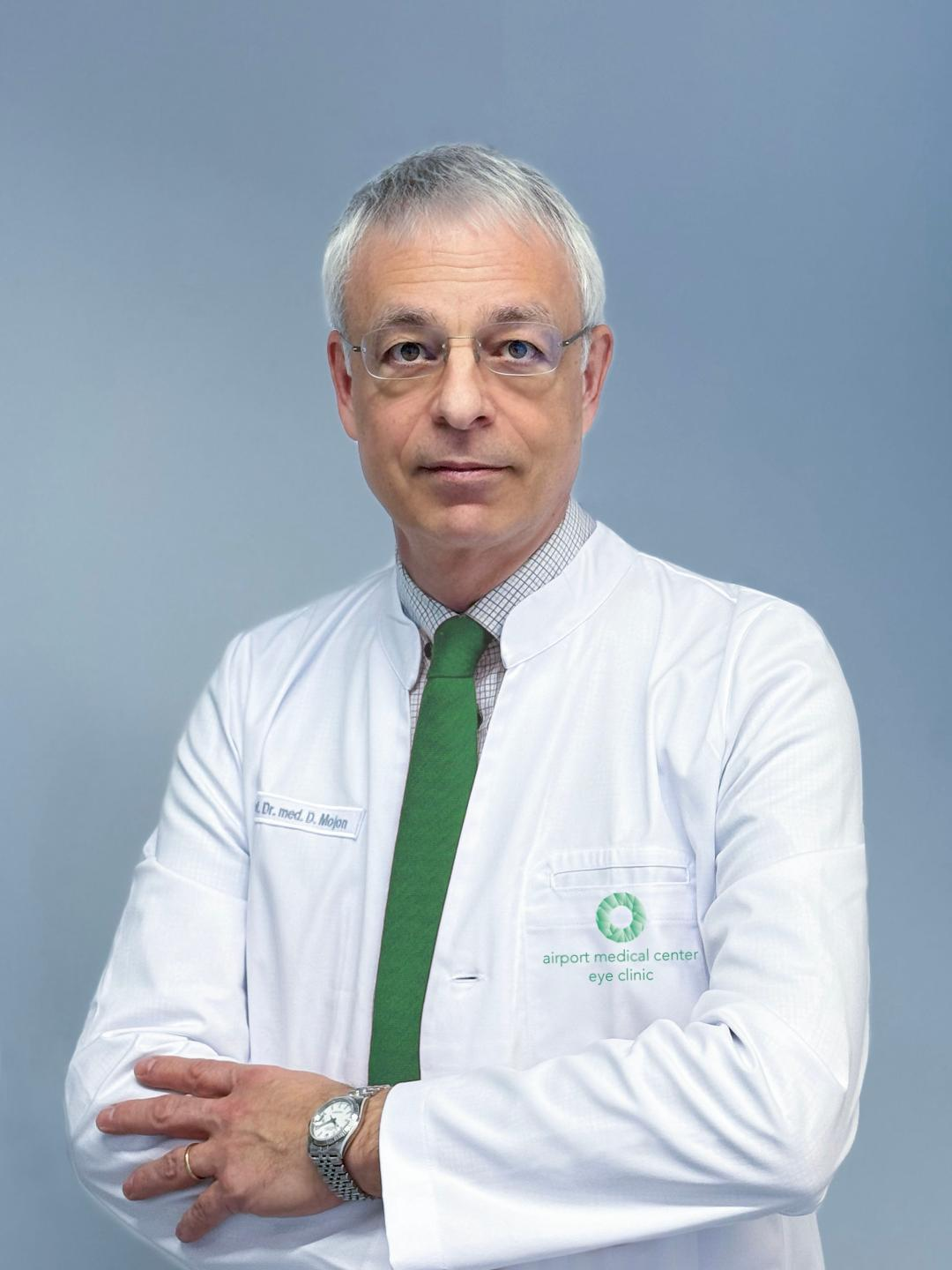
ダニエル・モジョン2025年３月撮影

ダニエル・ステファヌ・モジョン （Daniel Stéphane Mojon、1963年7月29日 - ）は、スイス・ベルン出身の眼科専門医。低侵襲性斜視手術(MISS)を開発した第一人者とされる。

## 経歴
美術史家のリュック・モジョンの息子であるダニエル・モジョンは、ベルン大学と米国ニューヨークのコロンビア大学で医学を学ぶ。ベルン大学眼科クリニックおよびザンクト・ガレン州立病院眼科で上級職を歴任。ベルン大学病院（Inselspital）では、斜視学および神経眼科の主任医師であり、緑内障外来クリニックの責任者でもあった。
ザンクトガレン州立病院眼科クリニックで、実験眼科学の研究室を率い、2000 年にベルン大学眼科クリニックで博士研究員の資格を取得。それ以来、ベルン大学で教鞭をとり、2007年に同大学の名誉教授となる。また、リンツのヨハネス・ケプラー大学眼科のコンサルタントも務めている。2012年にザンクト・ガレン州立病院の職を辞し、個人の研究と診療に専念し。妻は医療経済学者のステファニア・モジョン・アッツィ。

## 業績
斜視の心理社会的側面は、モジョンの科学的研究の中心的焦点である。いくつかの研究で、斜視患者が日常生活でどれほど不利な立場に置かれているのか、また、どれほど汚名を着せられているのかを明らかにした。1990年代から斜視の治療を専門とし、従来のハームズにより提唱された輪部開放法やパークスにより提唱された円蓋部切開とは対照的に、わずか2～3ミリメートルの非常に小さな切開で結膜を切開できる低侵襲性斜視手術（MISS）も開発した。導入から10年が経ち、この方法の安全性と術後の回復が速いことは広く認識されているが、従来の斜視手術では通常1センチメートルを超える切開で行うため、この方法を習得して実行することは外科医にとってより困難である。
モジョンは、白内障手術のためのいわゆるVIP法（粘弾性物質および灌流加圧法）や緑内障の外科的治療のための深部強角膜剥離など、他の低侵襲手術技術を眼科手術に導入した。緑内障はモジョンの研究のもう一つの焦点であり、研究グループとともに、睡眠時無呼吸症候群とこの一般的な眼疾患との密接な関連を明らかにした。
2016年、数人のスイスの眼科医（ディートマー・トゥム、アルバート・フランチェシェッティ、カール・ヘルボートを含む）と共にスイス眼科学アカデミーを設立。実践的な眼科における品質保証、研究、教育継続を積極的に推進することを財団の目的とした。2018年9月、モジョンは低侵襲眼科手術をテーマにしたDOG（ドイツ眼科学会）会議でスイス人眼科医として初めて、基調講演を行った。 外科眼科分野、特にMISSの発明に対する革新的な貢献により、モジョンは2019年4月にトロント大学のジャック・クロフォード・デーで名誉講演を行った。 2020年11月、アメリカ眼科学会（AAO）は、現代眼科手術の革新者でありながら、まだ十分に評価されていないモジョンを「無名の英雄」として表彰した 。モジョンは、2023年10月にチューリッヒで初めて開催された白内障外科医のための国際会議の主催者である。

## 著作・共著
- ゲルステ・ロナルド・D (2019): “Daniel Mojon – Pionier der Minimally Invasive Strabismus Surgery (MISS), Schielen ist auch ein Stigma”, in: Schweizerische Ärztezeitung, 100(9), pp. 317-8.
- モジョン・ダニエル, ファイン・ハワード(Eds.): “Minimally Invasive Ophthalmic Surgery”, Springer, Berlin, 2010, ISBN 978-3-642-02601-0.
- モジョン DS (2016): “Früherkennung und Behandlung des Strabismus”, in: Therapeutische Umschau, 73, pp. 67-73.
- モジョン-アッツィ SM, モジョン DS (2007): “Opinion of Headhunters about the Ability of Strabismic Subjects to obtain Employment”, in: Ophthalmologica, 221, pp. 430-3.
- モジョン-アッツィ SM, クンツ A, モジョン DS (2011): “Strabismus and Discrimination in Children: are Children with Strabismus invited to Fewer Birthday Parties?” in: Br J Ophthalmol. 95, pp. 473-6.
- カウプ M, モジョン-アッツィ SM, クンツ A, モジョン DS (2011): “Intraoperative Conversion Rate to a Large, Limbal Opening in Minimally Invasive Strabismus Surgery (MISS)”, in: Graefe’s Arch Clin Exp Ophthalmol. 249, pp. 1553-7.
- モジョン DS (2007): “Comparison of a New, Minimally Invasive Strabismus Surgery Technique with the Usual Limbal Approach for Rectus Muscle Recession and Plication”, in: Br J Ophthalmol. 91, pp. 76-82.
- モジョン DS (2008): “Minimally Invasive Strabismus Surgery for Horizontal Rectus Muscle Reoperations”, in: Br J Ophthalmol. 92, pp. 1648-1652.
- モジョン DS (2015): “Minimally Invasive Strabismus Surgery”, in: Eye (Lond). 29, pp. 225-233. doi:10.1038/eye.2014.281.  Epub 2014 Nov 28.